# Талди (Панфіловський район)
Талди́ (каз. Талды) — село у складі Панфіловського району Жетисуської області Казахстану. Адміністративний центр Талдинський сільського округу.
Населення — 2080 осіб (2021; 2063 у 2009, 1962 у 1999, 1617 у 1989).
До 2024 року село називалось Лісновка.